# Thunderbolts
I Thunderbolts sono un gruppo di supereroi dei fumetti dell'Universo Marvel, composto soprattutto da ex supercriminali e antieroi. Il gruppo è stato creato dallo scrittore Kurt Busiek nel 1997 con i disegni di Mark Bagley, ed è apparso per la prima volta in The Incredible Hulk n. 449 (febbraio 1997), scritto da Peter David e disegnato da Mike Deodato Jr.
I Thunderbolts sono stati inizialmente presentati come un gruppo simile ai Vendicatori, formato però da supercriminali che secondo i piani del perfido Barone Zemo, devono ricreare i Signori del male in segreto, fingendosi supereroi. Tuttavia una parte di questi, capitanati da Meteorite e Jolt, si ribella ai piani del Barone Zemo e lo sconfigge, trasformando il gruppo in supercriminali pentiti.
Durante il crossover Civil War, i Thunderbolts si schierano dalla parte di Iron Man.

## Storia del gruppo

### Origini segrete
Il gruppo ha origine quando il Barone Helmut Zemo richiama alcuni dei suoi ex-alleati per salvare Golia, guardia del corpo di suo padre. I superuomini convocati erano Scarabeo, Moonstone, Mimi Spaventia e Fixer. Zemo prende l'accidentale alleanza come un segno e decide di riformare i Signori del male ed attaccare i Vendicatori. Prima di poter colpire, però, la maggior parte dei supereroi dell'Universo Marvel viene apparentemente distrutta da Onslaught.
La morte degli eroi dà un'opportunità a Zemo e ai nuovi Signori del Male. Il Barone si rende conto che il mondo aveva comunque bisogno di supereroi e che il suo gruppo poteva colmare questa mancanza. Fingendosi supereroi, i Signori del Male potevano quindi guadagnare la fiducia della gente fino a superare quella ottenuta dai Vendicatori ed avere quindi accesso ai file segreti dei Vendicatori e dello S.H.I.E.L.D. per rivenderli successivamente ad altre organizzazioni criminali.

### La giustizia... come un fulmine!
Questo gruppo adotta costumi da supereroi e nuove identità. Il Barone Zemo diventa il patriottico Citizen V, l'ex-nemico di Spider-Man Scarabeo diventa Mach-1, Fixer diventa l'accessoriato Techno, Golia si fa chiamare Atlas e Mimi Spaventia diventa Songbird. Moonstone viene liberata dal carcere della Volta e si unisce al gruppo con il nome di Meteorite; diventa la vice e la guardia del corpo di Zemo, per fronteggiare eventuali tradimenti da parte dei membri della squadra. Con il nome di Thunderbolts, i sei nuovi "eroi" sono pronti all'azione.
Il team diventa estremamente popolare con il tempo. Jolt, una giovane supereroina in grado di trasformarsi in bio-elettricità, presto diventa parte alla squadra, ma non è una criminale, e crede che i suoi nuovi amici siano davvero eroi. Dopo alcune avventure alcuni membri della squadra si convincono di esserlo effettivamente. In questo periodo, i celebri e amati Thunderbolts vengono appoggiati da Dallas Riordan, l'assistente del sindaco di New York. Poco dopo l'arrivo di Jolt, Techno si rompe il collo in battaglia e la sua mente viene trasferita in un androide costruito dal suo zaino tecno-accessoriato.

### Di nuovo criminali
Appena i piani di Zemo si stavano per completare, il ritorno dei Vendicatori e dei Fantastici Quattro ne impedisce la realizzazione. Dopo questo fatto, il Barone decide di rivelare al mondo la vera natura dei Thunderbolts. Apparentemente per rinforzare la lealtà dei membri della squadra rovinando le loro chance di diventare eroi.
I Thunderbolts (tranne l'androide Techno) si ribellano a Zemo per questo. Durante la battaglia, Citizen V e Techno utilizzano un congegno per controllare la mente dei Vendicatori e dei Fantastici Quattro al fine di eliminare i rimanenti Thunderbolts che, con l'aiuto di Atlas e della sua capacità di diventare enorme, raccolgono le forze e liberano gli altri eroi dal controllo mentale. Assieme riescono a sconfiggere Zemo e Techno. All'insaputa dei suoi compagni, Atlas aiuta Zemo ad evadere, invece Techno scappa per conto suo.
Dopo questi avvenimenti, Meteorite decide di riprendere la sua vecchia identità: cambia il suo costume e ritorna ad usare il nome Moonstone. Dopo poco tempo, durante un viaggio in un'altra dimensione, la squadra capisce che la donna non aveva intenzione di abbandonare la carriera criminale e di diventare un'eroina, ma si era schierata dalla parte dei "buoni" per aver salva la vita.

### Ricercati vivi o morti
Tornati sulla Terra, i Thunderbolts vengono dichiarati inspiegabilmente ricercati. Tuttavia si uniscono alla squadra nuovi membri come Carbone, un ex-criminale afroamericano in grado di trasformarsi in ogni forma del carbone, e l'ex-criminale e Vendicatore Occhio di Falco, che, proprio in memoria del suo passato, vuole dare ai ragazzi l'occasione per riscattarsi.
Quest'ultimo spiega al gruppo che sarebbero stati graziati se Mach-1, che aveva ucciso una persona nella sua carriera da criminale con il nome di Scarabeo, si fosse consegnato alla giustizia. La squadra ritiene invece che la soluzione migliore sia l'unione con i Signori del Male dell'Incappucciata. Alla fine decidono però di seguire il consiglio di Occhio di Falco. Mach I si consegna e viene condannato per omicidio.
Nonostante tutto però il Governo statunitense rifiuta di concedere l'amnistia al gruppo.
In seguito i Thunderbolts sconfiggono i Signori del Male e si impossessano del loro quartier generale. Dopo aver smascherato l'Incappucciata, si scopre che la vera identità di quest'ultima è quella della vecchia amica del gruppo Dallas Riordan. In realtà l'Incappucciata non è Riordan, bensì la malvagia Justine Hammer, che aveva ingannato la ragazza per incolparla delle proprie malefatte. Riordan non è l'Incappucciata, ma si rivela comunque la supereroina Citizen V, leader del segreto Battaglione V. Tuttavia la ragazza decide di non rivelare la propria identità segreta al costo di finire in carcere per le colpe di Hammer. In seguito verrà liberata dalla sua squadra.

### Cambiamenti
All'interno della nuova base, i Thunderbolts trovano Orco, che si unisce a loro; poco tempo dopo quest'ultimo viene quasi ucciso da Techno, che ne prende il posto.
Intanto MACH I viene liberato poiché aveva aiutato il Governo ad impossessarsi di progetti per armi super tecnologiche appartenenti all'industriale Justin Hammer, il rivale di Iron Man. Appena uscito di prigione riprende parte ai Thunderbolts e Techno/Orco migliora il suo costume-armatura, Mach-1 è ora Mach-2.
Nel frattempo accadono molti avvenimenti che cambiano la vita di Moonstone. Si innamora di Occhio di Falco e scopre che lo spirito della Moonstone originale, da cui aveva tratto i poteri, la stava facendo diventare una persona onesta. Ciò va contro la sua personalità criminale, e lentamente la rende pazza.
I Thunderbolts affrontano molte sfide. L'ex funzionario governativo Henry Gyrich tenta di uccidere Occhio di Falco e il gruppo, controllando la mente di Jack Monroe (l'ex vigilante Nomad) trasformandolo in una nuova versione del "Flagello dei Criminali", identità in passato utilizzata da altri individui per eliminare supercriminali di serie B, e spingendolo a uccidere i membri della squadra uno per uno. Tuttavia Monroe riuscì solo ad uccidere Jolt e apparentemente il Barone Zemo. In seguito Monroe entra nei Quartier Generale dei Thunderbolts e distrugge il robotico Techno. Poco tempo dopo il malvagio Conte Nefaria attacca i Thunderbolts e colpisce con tale violenza Atlas da trasformarlo in energia ionica, come era successo per Wonder Man.

### Civil War
Durante Civil War il gruppo dei Thunderbolts viene ricostituito con una nuova formazione, composta da:
- Goblin
- Jack Lanterna
- Lady Deathstrike
- Jester

- Songbird
- Venom
- Bullseye
- Taskmaster

Il gruppo viene formato da Reed Richards per catturare gli eroi che si oppongono alla legge di registrazione. Per garantirsi la loro obbedienza e per evitare ribellioni vengono costantemente monitorati dagli agenti S.H.I.E.L.D. che, tramite dei naniti presenti nel loro sangue, provocano loro forti dolori con violente scariche elettriche ogni qualvolta disobbediscono agli ordini (ad esempio quando tentano di uccidere qualcuno). Jack Lanterna e Jester però faranno parte per breve tempo dei Thunderbolts perché durante un attacco all'Uomo Ragno vengono uccisi da Punisher, mentre Lady Deathstrike e Taskmaster vengono riportati nella Zona negativa una volta finita la guerra civile. Gli unici a essere confermati nel gruppo sono Goblin, Bullseye, Venom e Songbird.

### I nuovi Thunderbolts

I nuovi Thunderbolts

Dopo Civil War, il gruppo non si scioglie e viene reclutata una nuova formazione composta da:
- Norman Osborn (direttore del gruppo)
- Moonstone (Leader sul campo)
- Songbird
- Venom

- Uomo Radioattivo
- Spadaccino (Andreas von Strucker)
- Bullseye
- Penance

Norman Osborn ha una posizione simile a quella occupata da Charles Xavier negli X-Men: è il leader ma non combatte sul campo, fornisce mezzi, uniformi e li allena. La differenza è che nel suo caso si tratta di un incarico governativo (afferma: «Sono il direttore dei Thunderbolts») e non di una scelta personale come nel caso del Professor X. A Songbird era stato promesso che sarebbe stata la leader sul campo, ma Osborn (che durante il colloquio iniziale le ricorda la sua relazione con Helmut Zemo e il tradimento allo S.H.I.E.L.D. che ne conseguì) decise di negarle la guida della squadra pur considerandola un elemento utile. A Bullseye viene chiesto di non farsi inquadrare dalle telecamere, per non mostrare al pubblico che il governo si serve di un assassino come lui.

### Secret Invasion
Durante l'invasione degli Skrull i nuovi Thunderbolts vengono attaccati dallo Skrull che credeva di essere l'originale eroe Kree Mar-Vell, dopodiché si recano a New York per lo scontro finale con gli alieni: Norman Osborn, davanti alle telecamere di tutto il mondo, dà il colpo di grazia alla regina Veranke, mettendo così la parola fine all'invasione aliena. Per questo motivo il Presidente degli U.S.A. lo promuove dandogli il posto di Tony Stark a capo dello S.H.I.E.L.D. (ribattezzato H.A.M.M.E.R.) e dell'Iniziativa dei 50 stati.

### Dark Reign
Col nuovo potere concessogli, Norman (ora Iron Patriot) ha promosso gli ex T-Bolts al rango di Vendicatori (tranne Songbird, che ha cercato di uccidere, e Chen Lu, rimpatriato) e ha formato una nuova squadra, capitanata apparentemente da Yelena Belova ma che altri non è che Natasha Romanoff travestita, e composta da Eric O'Grady, il terzo Ant Man, il misterioso Fantasma, il mercenario Paladin, il Carnefice, Mister X da Madripoor, più il nuovo Flagello, che è in realtà Nuke. Per evitare di essere ulteriormente controllato dalla commissione delle attività superumane, Osborn chiuse ufficialmente il programma quando dal Presidente degli Stati Uniti gli venne affidata la sicurezza nazionale.

### Assedio
In segreto, però, un nuovo gruppo di T-Bolts nacque per tutte le missioni sporche come quella di rubare una reliquia asgardiana, Gungnir, la lancia di Odino. La squadra è composta da: Grizzly, il flagello, Ant Man, Mister X, Paladin il Spettro.

### Età degli eroi
Il programma Thunderbolts viene ufficialmente rimesso in piedi, con Norman in galera, a capo viene messo Luke Cage (già leader dei Nuovi Vendicatori) incoraggiato da Steve Rogers, Ex Capitan America. La motivazione ufficiale è cercar di rimediare ai pasticci fatti dall'H.A.M.M.E.R. La nuova formazione è composta da: Mach-5, Songbird, Moonstone e Fixer già facenti parte della formazione capitanata dal Barone Zemo, Fantasma, Fenomeno, Crossbones e l'Uomo Cosa utilizzato principalmente come mezzo di trasporto. U. S. Agent (John Walker), ridotto su una sedia a rotelle, coordina le azioni dal Raft. Nella loro prima missione diedero la caccia a dei Troll scappati dalle prigioni di Asgard, uccidendone due e catturandone uno. In seguito, dovettero inseguire degli agenti S.H.I.E.L.D. mutati dalle nebbie terrigene. In seguito, anche il Fenomeno si unì al gruppo.

### Marvel NOW!
Hulk Rosso (alias il generale Thaddeus "Thunderbolt" Ross) assembla una sua squadra di Thunderbolts che comprende lui stesso, Deadpool, Elektra, Venom (Flash Thompson) e il Punitore; stavolta, il gruppo non è sponsorizzato dal governo, ma è riunito da Ross per rimediare ad alcuni guai da lui causati nel corso degli anni; in seguito, il generale aggiunge il Capo (vecchio nemico della sua nemesi Hulk, ora depotenziato mentalmente e costretto a connettersi con la sua intelligenza e le sue informazioni che sono state immagazzinate su server remoti) e Ghost Rider (Johnny Blaze).

### Ultimate Spider-Man: Web Warriors
Nella serie animata "Ultimate Spider-Man: Web Warriors" il gruppo è fondato da Taskmaster e comprende:
- Taskmaster
- Cloak e Dagger
- Avvoltoio

In seguito fanno fuggire altri super malvagi che si uniscono a loro:
- Goblin
- Dottor Octopus
- Beetle
- Scorpion

Poi però Taskmaster tradisce Cloak e Dagger che si uniscono ai New Warriors di Spider-Man.

## Pubblicazioni

### Edizioni originali (USA)
- Thunderbolts numeri 1-75,100-... (1997-2003, 2006-...)
- New Thunderbolts numeri 1-18 (2004-2006)
- Thunderbolts '97 Annual (1997)
- Thunderbolts 2000 (2000)
- Thunderbolts: Life Sentencies (2001)
- Thunderbolts: Desperate measure (2007)
- Thunderbolts: Breaking Point (2007)
- Thunderbolts: Reason in Madness (2007)
- Thunderbolts: International Incident (2007)
- Avengers-Thunderbolts 1-6 (2004)

### Edizioni italiane
- Thunderbolts numeri 1-44:
  - dal numero 1 a 5 sono stati pubblicati su L'Uomo Ragno dal n. 229 al n. 239 (ottobre 1997-marzo 1998, Panini Comics)
  - dal numero 6 al 9 su Uomo Ragno Deluxe dal n. 39 al n. 41 (luglio 1998-settembre 1998, Panini Comics)
  - dal numero 10 al 14 su Gli Albi dei Supereroi dal n. 1 al n. 4 (ottobre 1998-gennaio 1999, Panini Comics)
  - dal numero 15 al 33 su  Capitan America & Thor dal n. 64 al n. 83 (marzo 2000-ottobre 2001, Panini Comics)
  - dal numero 34 al 43 su Marvel Monster Edition n. 3 (ottobre 2004, Panini Comics)
  - il numero 44 su Iron Man e i Vendicatori n. 64 (luglio 2001, Panini Comics)
- Thunderbolts '97 Annual è uscito su Uomo Ragno Deluxe da 37 (maggio 1998, Panini Comics)
- Thunderbolts 2000 è uscito su Marvel Monster Edition 3 (ottobre 2004, Panini Comics)

## Altri media

### Cinema

#### Marvel Cinematic Universe

I Thunderbolts nell'omonimo film del 2025

- Nel giugno 2022 è stato annunciato lo sviluppo di un film dedicato ai Thunderbolts, intitolato Thunderbolts* facente parte del Marvel Cinematic Universe (MCU), con Jake Schreier alla regia ed Eric Pearson alla sceneggiatura. Al San Diego Comic-Con dello stesso anno viene annunciato ufficialmente, con la data del 25 luglio 2025 al cinema, successivamente anticipato al 2 maggio, è il 36° film dell'MCU. La squadra di antieroi viene assemblata dalla Contessa Valentina Allegra de Fontaine (Julia Louis-Dreyfus), ed è composta dalla Vedova Nera (Florence Pugh), il Soldato d'Inverno (Sebastian Stan), il Guardiano Rosso (David Harbour), U.S. Agent (Wyatt Russell) e Ghost (Hannah John-Kamen).
- Nei film Avengers: Doomsday (2026) e Avengers: Secret Wars (2027), i Thunderbolts (ora divenuti i Nuovi Avengers) faranno nuovamente la loro comparsa e si riuniscono con gli Avengers e alcuni dei loro vecchi e nuovi alleati per sconfiggere un nuovo nemico che minaccia l'intero multiverso, il Dottor Destino.

### Televisione
- La formazione comandata dal Green Goblin (Norman Osborn) compare nella serie animata Ultimate Spider-Man, ed è composta da Taskmaster, Cloak e Dagger e l'Avvoltoio.
- La formazione comandata dal Barone Helmut Zemo compare nella serie animata Avengers Assemble, ed è composta da Citizen V, MACH-IV, Songbird, Atlas, Meteorite e Techno.

### Videogiochi
I componenti originali del gruppo compaiono all'interno del videogioco LEGO Marvel's Avengers: si tratta di Citizen V, Atlas, Jolt, MACH-V, Meteorite e Songbird.